# 金剛頂寺 (岡山県鏡野町)
金剛頂寺（こんごうちょうじ）は、岡山県苫田郡鏡野町山城に位置する寺院。山号を蕎麦尾山（そばおざん）と号す。宗派は高野山真言宗。本尊は正観世音菩薩。美作八十八ヵ所霊場第番65番札所である。
本尊真言：おん　あろりきゃ　そわか

## 歴史
文武天皇、大宝三年、鑑真和尚の開基の説があるが詳細は不明。度重なる落雷での火事により昭和十四年に現地へ縮小移転したが、元は約七百米ほど東南の山頂にあり一山寺を形成していた。山の稜線が蕎麦の角に似ていることから山号を蕎麦尾山と称す。山上には弘法大師が留錫修法せられたといわれる加持水の閼伽地があり真夏でも涸れることがない。更に七堂伽藍があったといわれ、礎石が現在も多数残っている。
新訂作陽誌によれば、山上の境内を中心に吉井川西岸五百町歩ほどが寺領であったことが記されている。また寺宝には、津山藩主森家、松平家の両家から祈願所として宛扶持五十石を受けていたことを示す朱印状がある。本尊、聖観世音菩薩は子安観音としても親しまれ、昭和初期までは、遠くは大阪・神戸方面からも参拝者があり、特に八月の十八日の観音様の縁日には賑わいを見せていたが、戦時に中断してしまった。

## 寺宝
- 金剛頂寺神像（鏡野町指定文化財）
- 津山藩主松平家よりの寺領五十石の朱印状